# 圣费利切-阿坎切洛
圣费利切-阿坎切洛（義大利語：San Felice a Cancello），是意大利卡塞塔省的一个市镇。总面积26.78平方公里，人口17507人，人口密度653.7人/平方公里（2009年）。ISTAT代码为061075。